# (5599) 1991 SG1
(5599) 1991 SG1 es un asteroide perteneciente al cinturón de asteroides descubierto el 29 de septiembre de 1991 por Seiji Ueda y el astrónomo Hiroshi Kaneda desde el Kushiro Marsh Observatory, Hokkaido, Japón.

## Designación y nombre
Designado provisionalmente como 1991 SG1.

## Características orbitales
1991 SG1 está situado a una distancia media del Sol de 2,420 ua, pudiendo alejarse hasta 2,740 ua y acercarse hasta 2,100 ua. Su excentricidad es 0,132 y la inclinación orbital 6,448 grados. Emplea 1375,15 días en completar una órbita alrededor del Sol.

## Características físicas
La magnitud absoluta de 1991 SG1 es 12,9. Tiene 6,352 km de diámetro y su albedo se estima en 0,372. 